# 966年
| 千纪： | 1千纪 |
| 世纪： | 9世纪 \| 10世纪 \| 11世纪 |
| 年代： | 930年代 \| 940年代 \| 950年代 \| 960年代 \| 970年代 \| 980年代 \| 990年代                                                          |
| 年份： | 961年 \| 962年 \| 963年 \| 964年 \| 965年 \| 966年 \| 967年 \| 968年 \| 969年 \| 970年 \| 971年                                    |
| 纪年： | 丙寅年（虎年）；于阗同慶五十五年；辽應曆十六年；南汉大寶九年；北汉天会十年；北宋（吴越、南唐）德四年；大理廣德十四年；日本康保三年 |

## 大事记
- 波蘭大公梅什科一世接受天主教為國教，建立皮亞斯特王朝。

## 出生
- 藤原道長，日本摄政。
- 藤原公任，日本贵族。
- 清少納言，日本平安时代女作家。
- 鲁宗道，宋朝大臣。
- 赵元僖，宋太宗之子。
- 丁谓，宋朝宰相。
- 理查二世 (諾曼第)，諾曼第公爵。
- 獻貞王后，高丽王后。（992年逝世）

## 逝世
- 全師雄，後蜀成都人。
- 李聖天，于阗国王。
- 李處耘，宋朝大臣。
- 王晏，宋朝大臣。
- 窦仪，宋朝大臣。
- 钱弘偡，钱元瓘之子。
- 钱弘儇，钱元瓘之子。
- 桑乔一世 (莱昂)，萊昂國王。
- 杜夫，苏格兰
- 1月 - Abu'l-Hasan Ali ibn al-Ikhshid（英语：Abu'l-Hasan Ali ibn al-Ikhshid），Ikhshidid的统治者。